# Duinen Vlieland
Duinen Vlieland is een Natura 2000-gebied (gebiedsnummer 3) op het Waddeneiland Vlieland met de classificatie 'duinen'.
Het gebied Duinen Vlieland wordt landschappelijk gekenmerkt door een uitgestrekt duingebied en bedijkte kwelders (Kroon's Polders).